# Max Leroy
Max Leroy est un essayiste français proche du socialisme libertaire.
Il a publié quatre ouvrages aux éditions lyonnaises Ateliers de création libertaire, consacrés à la militante féministe et communiste libertaire américaine Emma Goldman, à l'usage de Nietzsche dans le champ anarchiste ou au poète Jean Sénac.

## Œuvres
- Les Orages libertaires, politique de Léo Ferré, éditions  Atelier de création libertaire, 2012[1],[2],[3].
- Citoyen du volcan, épitaphe pour Jean Sénac, éditions  Atelier de création libertaire, 2013,  (ISBN 978-2-35104-062-1), notice éditeur[4],[5].
- Dionysos au drapeau noir, Nietzsche et les anarchistes, éditions Atelier de création libertaire, 2014[6].
- Emma Goldman, une éthique de l'émancipation, éditions  Atelier de création libertaire, 2014,  (ISBN 978-2-35104-077-5)

## Notices
- Notices d'autorité :   - VIAF
  - ISNI
  - BnF (données)
  - IdRef
  - LCCN
  - GND
  - Belgique
  - WorldCat
- WorldCat identities : notice.